# Biała Podlaska Wschodnia

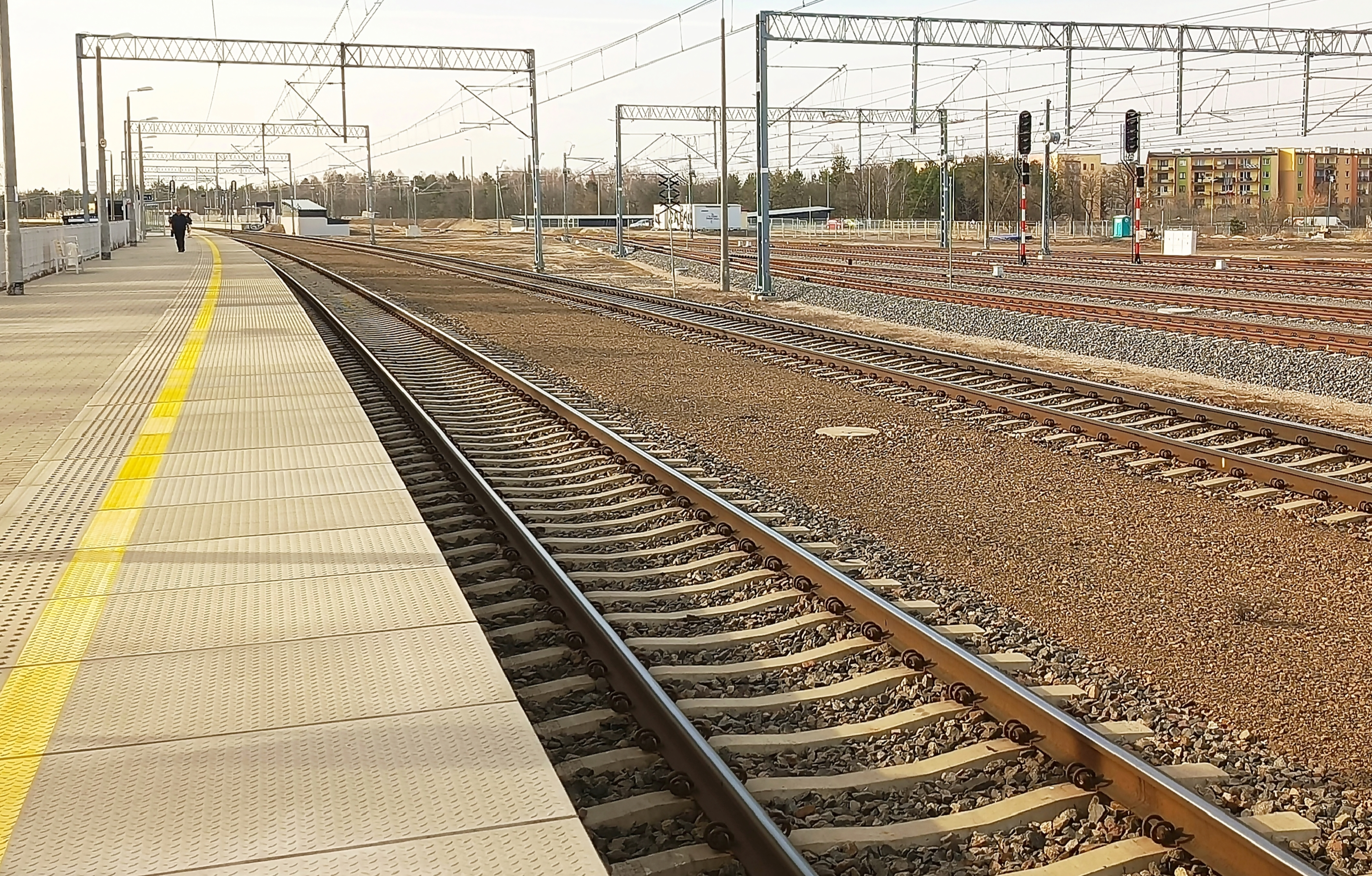
Stacyjny Peron i torowisko

Biała Podlaska Wschodnia – przystanek osobowy przy ul. Bergiera w Białej Podlaskiej, w województwie lubelskim, w Polsce. W pobliżu znajduje się Akademia Bialska im. Jana Pawła II.

## Historia
Do dnia 31 stycznia 2014 r., kiedy to planowo się tu zatrzymał ostatni pociąg pasażerski, przystanek funkcjonował pod nazwą „Biała Podlaska Rozrządowa”, następnie został przekształcony w posterunek odgałęźny. Powodem wyłączenia było niedostateczne bezpieczeństwo podróżnych – brak zabezpieczeń przy przejściu przez tory, zbyt krótki peron (80 m) oraz brak oświetlenia.
Po generalnej przebudowie przystanek został przesunięty nieco bardziej na południe. Wprowadzenie do rozkładu jazdy i udostępnienie pasażerom nastąpiło 9 marca 2025. 

## Galeria

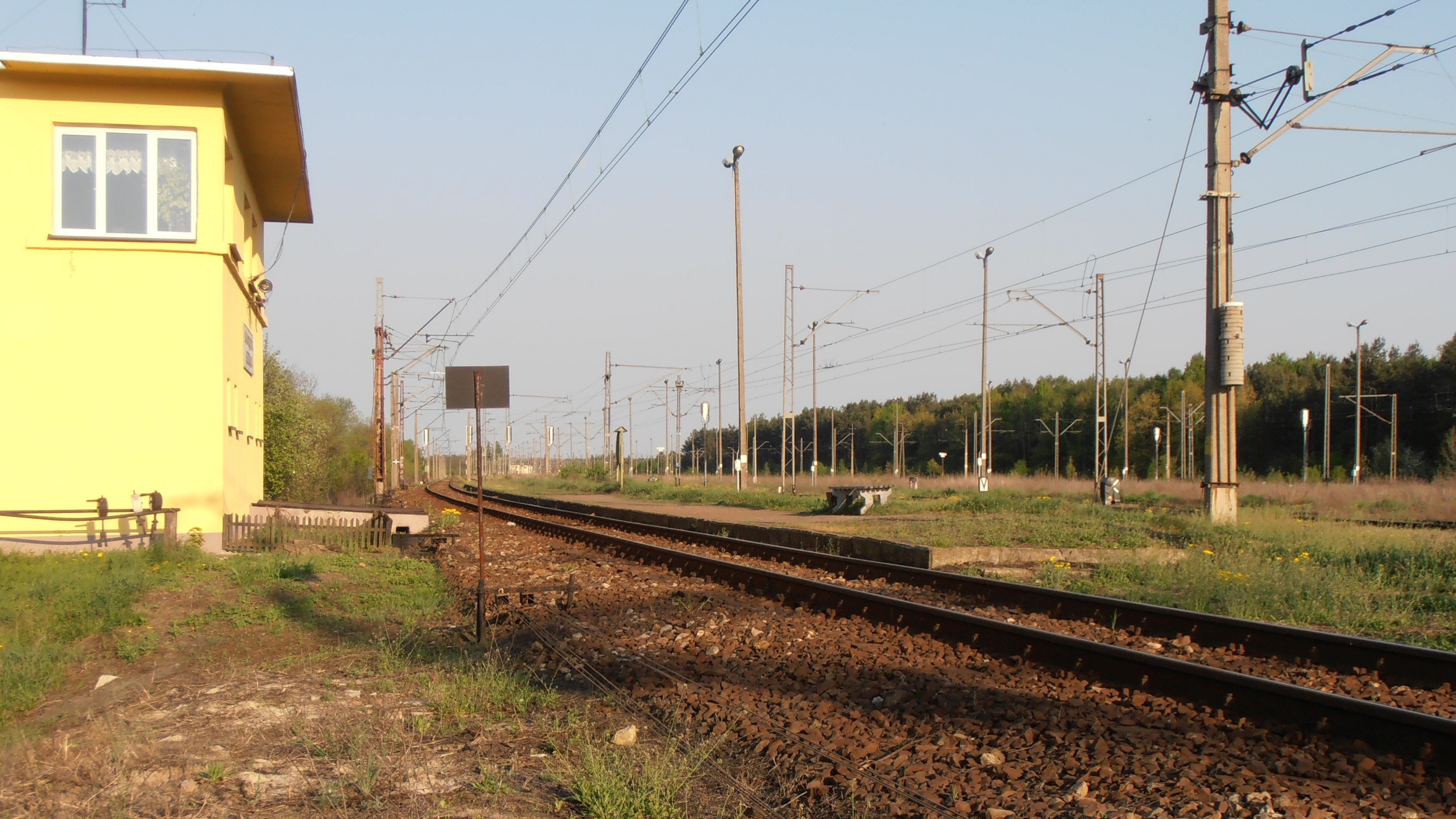
Przystanek przed przebudową
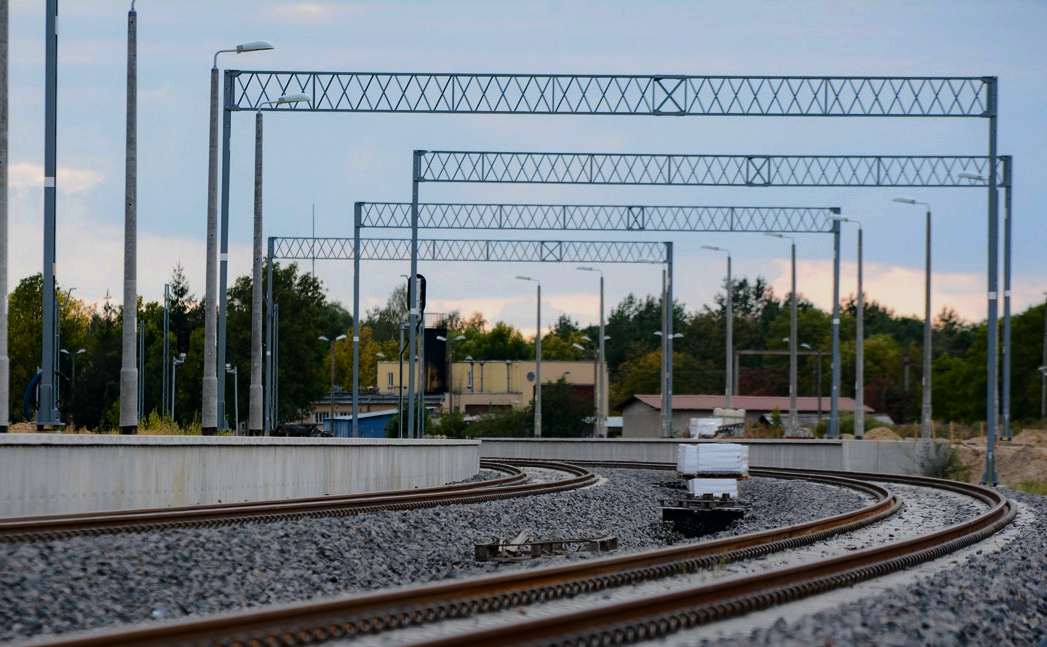
Przystanek w trakcie modernizacji
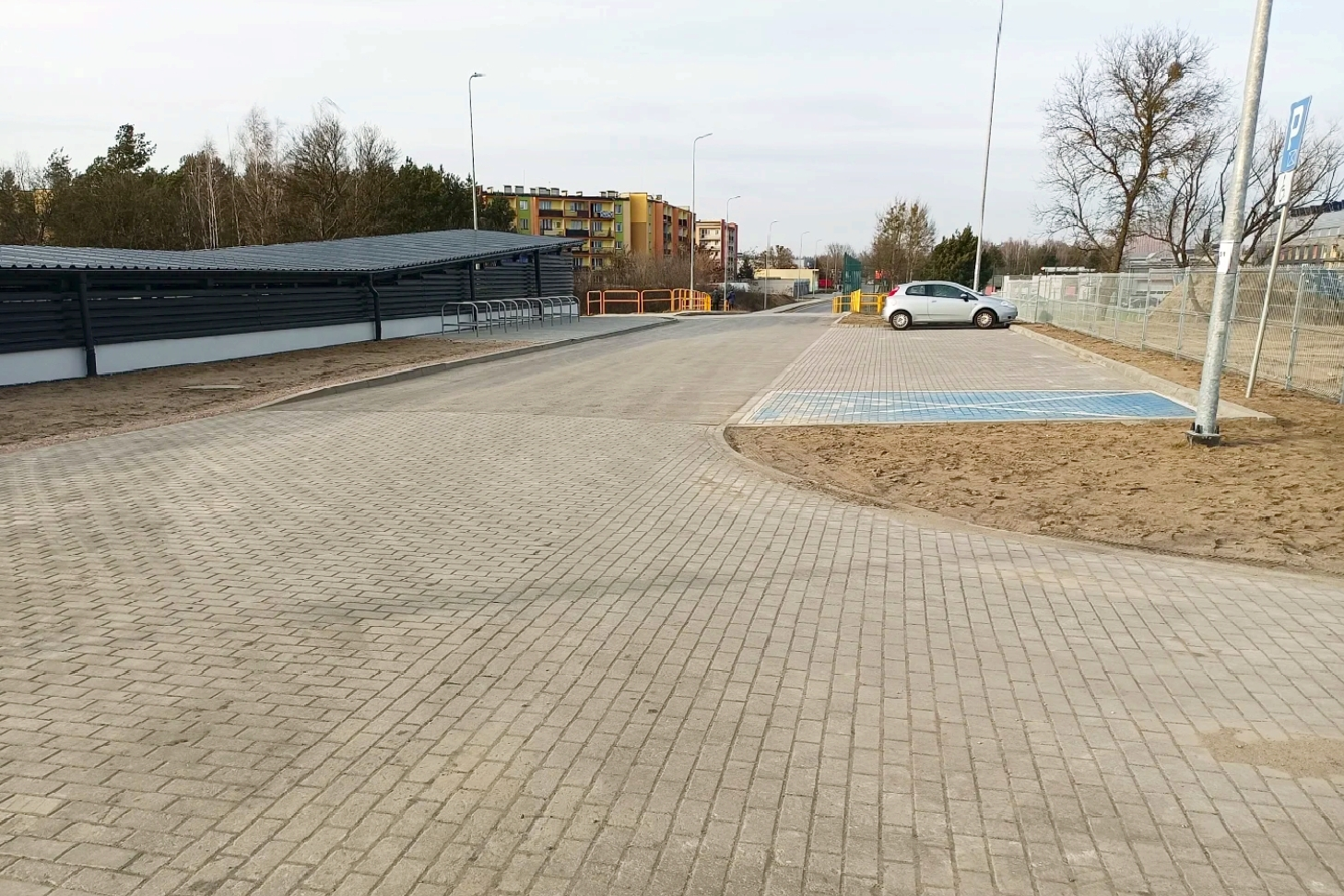
Okolice stacji
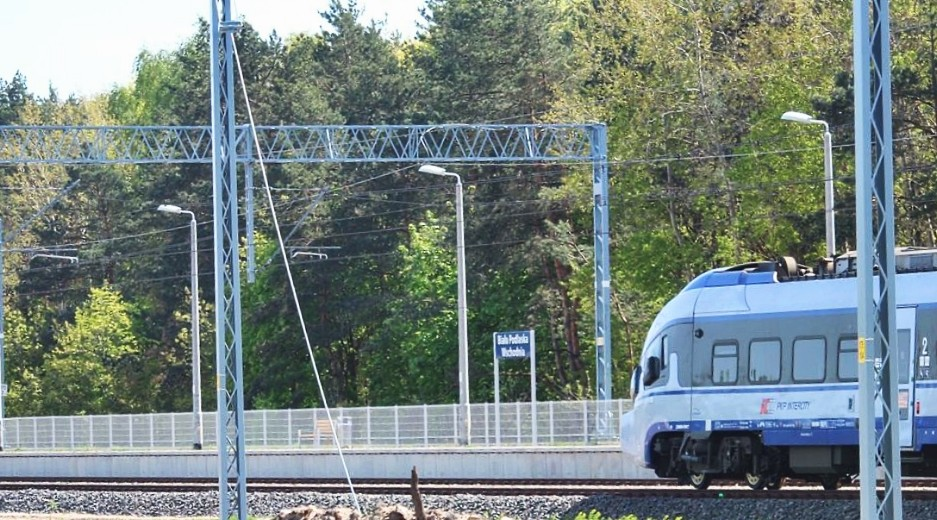
Peron i przejeżdżający pociąg